# Napa State Hospital
Napa State Hospital es un hospital psiquiátrico en Napa, California, fundado en 1875. Está ubicado a lo largo de la ruta 221 del estado de California, la autopista Napa- Vallejo, y es uno de los cinco hospitales estatales de California. iene pacientes civiles y forenses en un extenso campus de 138 acres. Según un portavoz del hospital, había 2338 personas empleadas en las instalaciones durante el año fiscal 2016 a 2017, lo que lo convierte en uno de los mayores empleadores de la región.
El Napa Valley Cricket Club jugó varios de sus partidos en McGrath Field, un campo deportivo de usos múltiples en el extremo este del campus del para la temporada 2017.

## Historia
Era originalmente parte de Rancho Tulucay, parte de una concesión de tierras mexicanas, vendida por Cayetano Juárez al Estado de California en 1872.
Originalmente llamado Napa Insane Asylum, abrió el 15 de noviembre de 1875. Se asentó en 192 acres (0,8 km²)   de propiedad que se extienden desde el río Napa hasta lo que ahora es Skyline Park. Se construyó originalmente para aliviar el hacinamiento en Stockton Asylum . A principios de la década de 1890, la instalación tenía más de 1300 pacientes, más del doble de la capacidad original para la que fue diseñada. En 1893, se inauguró el Hospital Estatal de Mendocino y se alivió parte del hacinamiento en el Hospital Estatal de Napa.
El edificio principal original conocido como "El Castillo" era un edificio ornamentado e imponente construido con ladrillos. Las instalaciones de la propiedad incluían una gran granja que incluía ranchos lecheros y avícolas, huerta y huertos frutales que proporcionaban una gran parte del suministro de alimentos consumidos por los residentes. El edificio principal de "El Castillo" fue demolido después de la Segunda Guerra Mundial .
Era uno de los muchos asilos estatales que tenían centros de esterilización. Aproximadamente 4000 expacientes están enterrados en un campo en el Hospital Estatal de Napa, y alrededor de 1400 personas fueron enterradas en el Centro Regional de Sonoma (ahora Centro Regional de North Bay).
En 1978 fue el escenario del concierto The Cramps, cuando varios pacientes intentaron escapar.

## Pacientes notables
- Edward Charles Allaway - asesino en masa; transferido a Napa en 2016[6]
- Richard Allen Davis - asesino y criminal de carrera; fue enviado a Napa después de fingir un intento de suicidio para poder escapar en 1976[7]
- Charles E. Huber - hombre de negocios; fue admitido después de un comportamiento cada vez más extraño y violento[8]
- Chol Soo Lee - inmigrante acusado de asesinato; fue admitido después de un intento de suicidio mientras estaba encarcelado en 1966
- Eddie Machen - boxeador; admitido por amenaza de suicidio en 1962
- Earle Nelson - asesino en serie; fue enviado a Napa varias veces y escapó antes de sus asesinatos
- Henry Peavey, cocinero y ayuda de cámara de William Desmond Taylor ; ingresó luego de ser diagnosticado con sífilis[9]
- Bull Perrine - árbitro de béisbol; fue admitido debido a problemas de salud y luego murió en Napa[10]
- William G. Sebold - ciudadano estadounidense alemán y espía; admitido por depresión maníaca en 1965
- Scott Harlan Thorpe - asesino en juerga; condenado a Napa[11]
- Clarice Vance - personalidad de vodevil; murió en Napa después de ser admitido por problemas de salud[12]
- Carleton Watkins - fotógrafo; fue admitido por su hija[13]

## personal notable
- Matilda Allison - educadora que enseñó a veteranos ciegos en Napa[14]
- Dorothea Dix - reformadora psiquiátrica
- Meredith Hodges - técnico psiquiátrico
- Thomas Story Kirkbride - médico

## En la cultura popular
- El hospital aparece varias veces en The 6th Target de James Patterson y Maxine Paetro .